# 하비에르 클레멘테

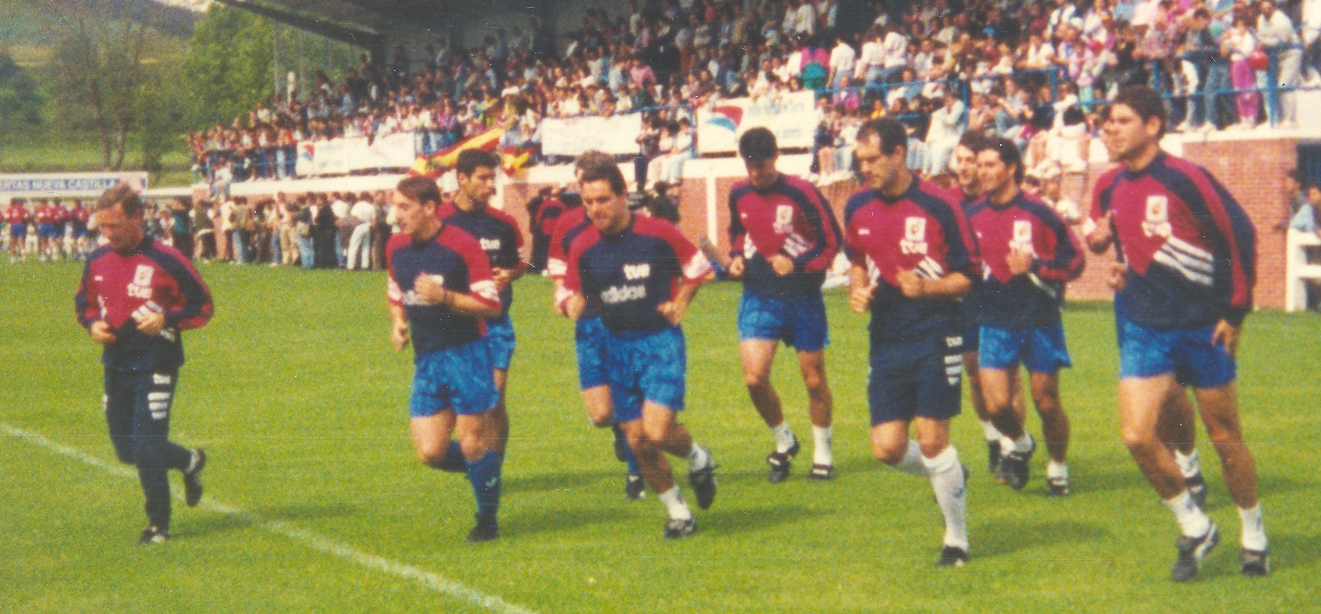
스페인 축구 국가대표팀 감독 시절.

하비에르 클레멘테 라사로(스페인어: Javier Clemente Lázaro, 1950년 3월 12일, 스페인 바라칼도 ~ )는 은퇴한 스페인의 축구 선수이자 현 지도자다.

## 선수 활동
클레멘테는 1968년부터 1971년까지 아틀레틱 빌바오에서 뛰었다. 1969년 코파 델 레이 우승컵을 거머쥐기도 하였으나, 부상으로 인해 1971년 은퇴하였다.

## 감독 활동
은퇴한 후 코치가 된 그는 아레나스 게초에서 코치활동을 시작하였으며, CD 바스코니아, 빌바오 아틀레틱에서 코치로 있었고, 1981년 아틀레틱 빌바오의 감독가 되었다. 1983년 프리메라리가 우승을 하였고, 1984년에는 리그 우승과 코파 델 레이 우승을 동시에 하여 더블을 이루었다.
당시 FC 바르셀로나의 감독 세사르 루이스 메노티가 클레멘테 감독의 수비적 전술, 거친 경기 운영 방식과 선수들을 대하는 태도 등에 대해 비판하자, 클레멘테 역시 그를 비판하였다. 1983년 9월 23일 캄프 누에서 열린 두팀간의 경기에서 안도니 고이코에체아 올라스코아가가 디에고 마라도나에게 태클을 걸었고, 마라도나는 심한 부상에 걸렸다. 곧 고이코에체아는 팀의 거친 경기 운영 방식을 상징하는 선수가 되었다. 두 팀은 1984년 7월 5일 코파 델 레이 결승전에서 다시 만났고, 두 선수는 심한 마찰을 빚었다. 그 후 클레멘테는 1986년 팀의 지휘봉을 내려놓았다.
클레멘테는 1986년 RCD 에스파뇰의 감독이 되었다. 그는 1987년 AC 밀란과 FC 인테르나치오날레 밀라노를 꺾으며 UEFA 컵의 결승까지 올라갔으나, 바이어 04 레버쿠젠에게 패해 준우승에 머물렀다. 그 후 그는 1989년 사임하였다. 그해에 아틀레티코 마드리드의 감독이 되었고, 1990년까지 팀의 감독으로 있었다. 그 후 다시 아틀레틱 빌바오의 감독이 되었고, 1년동안 팀을 지휘하였다. 1991년에는 다시 RCD 에스파뇰의 감독이 되었고, 역시 1년 동안 팀의 감독으로서 있었다.
1992년 그는 스페인 축구 국가대표팀의 감독이 되었다. 그의 첫 경기는 1992년 9월 9일 잉글랜드 축구 국가대표팀과의 경기였는데, 그 경기에서 1대0으로 승리하였다. 그의 팀은 A매치 31경기 무패를 달렸지만, 팀의 대부분이 바스크 출신이었고, 주제프 과르디올라를 기용하지 않아 비판이 일었다. 1998년 9월 5일 키프로스 축구 국가대표팀과의 경기에서 3대2로 패하자, 곧바로 해임당하였다.
1998년 레알 베티스의 지휘봉을 잡았으며, 1999년에는 레알 소시에다드의 감독이 되었다. 2000년에는 프랑스의 축구 클럽 올랭피크 드 마르세유를 감독하였으며, 2001년에는 다시 스페인으로 돌아와 CD 테네리페를 감독하였다. 2002년에는 다시 RCD 에스파뇰을, 2005년에는 아틀레틱 빌바오의 감독이 되었다.
2006년에는 세르비아 축구 국가대표팀의 지휘봉을 잡음으로서 두 번째로 국가대표팀을 지휘하게 되었다. 그는 첫경기인 체코 축구 국가대표팀과의 경기에서 3대1로 이겼다. 2007년 12월 6일까지 팀을 지휘하였으며, 계약 만료로 인해 감독직을 그만두었다. 그 후 잠시 동안 레알 무르시아의 감독으로 있었다.
2008년 3월 이란 축구 국가대표팀의 감독으로 선임되는 듯하였으나, 그는 감독직을 거절하였다. 2010년 레알 소시에다드의 감독을 거쳐, 카메룬 축구 국가대표팀의 감독이 되었다.